# Knieperstraße 20 (Stralsund)
Das Haus mit der postalischen Adresse Knieperstraße 20 ist ein denkmalgeschütztes Gebäude im Stadtgebiet Altstadt der Stadt Stralsund in der Knieperstraße an der Ecke zum Alten Markt.

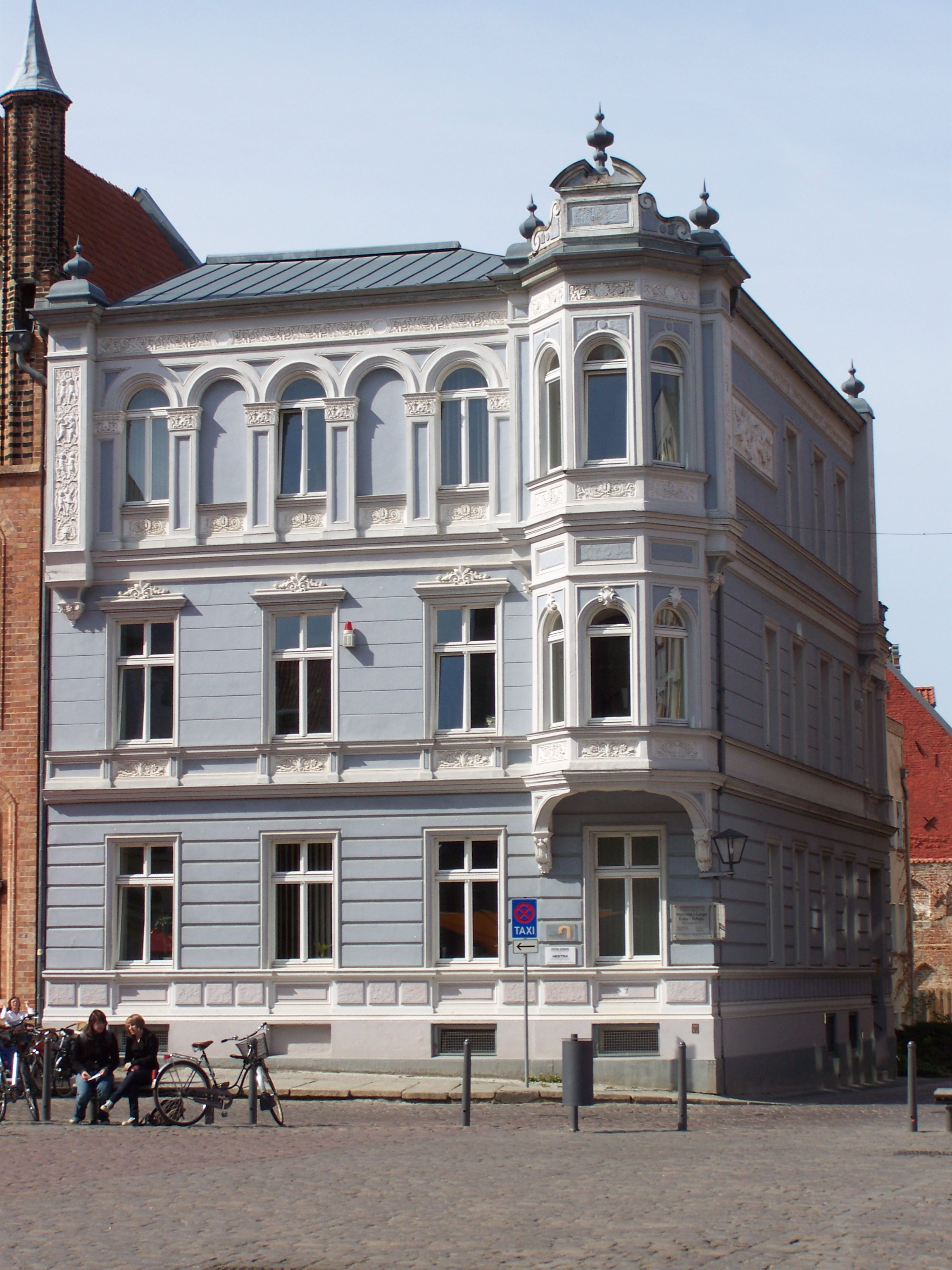
Das Haus Knieperstraße 20 in Stralsund (2008)

Ursprünglich zweigeschossig errichtet, wurde auf den Putzbau im Jahr 1866 ein drittes Geschoss aufgesetzt. Bei diesem Umbau wurde die Treppenhausachse an der Knieperstraße angebaut und die Fassade im Stil der Neorenaissance umgestaltet. Davon zeugen die kräftigen Gurtgesimse und der Stuckdekor.
In den beiden Obergeschossen ist zum Alten Markt hin ein polygonaler Erker angesetzt.
Das Haus liegt im Kerngebiet des von der UNESCO als Weltkulturerbe anerkannten Stadtgebietes des Kulturgutes „Historische Altstädte Stralsund und Wismar“. In die Liste der Baudenkmale in Stralsund ist es mit der Nummer 437 eingetragen.